# Arvidsvik
Arvidsvik är en bebyggelse på Koön i Kungälvs kommun. Från 2015 räknas Arvidsvik av SCB som en egen tätort, efter att tidigare setts som en del av tätorten Marstrand. 
Arvidsvik ligger mittemot (öster om) Marstrandsön. Det finns färjeförbindelse. 
| Befolkningsutvecklingen i Arvidsvik 2015–2020        | Befolkningsutvecklingen i Arvidsvik 2015–2020 | Befolkningsutvecklingen i Arvidsvik 2015–2020 | Befolkningsutvecklingen i Arvidsvik 2015–2020 | Befolkningsutvecklingen i Arvidsvik 2015–2020 |
| ---------------------------------------------------- | --------------------------------------------- | --------------------------------------------- | --------------------------------------------- | --------------------------------------------- |
|                                                      |                                               |                                               |                                               |                                               |
| År                                                   |                                               |                                               | Folkmängd                                     | Areal (ha)                                    |
| 2015                                                 | 2015                                          |                                               | 862                                           | 69                                            |
| 2020                                                 | 2020                                          |                                               | 995                                           | 106                                           |
| Anm.: Ny tätort 2015, utbruten ur tätorten Marstrand |                                               |                                               |                                               |                                               |